# IPad (2017)
De vijfde generatie iPad werd door Apple Inc. op 21 maart 2017 geïntroduceerd. Er is verwarring over de naam doordat men hem in marketing enkel "iPad" noemt, er in officiële statements naar dit model wordt verwezen met "5e generatie iPad" en andere bronnen het de "7e generatie iPad" of "iPad 2017" noemen.
Het is de eerste iPad met een Apple A9-processor. Hij is daardoor sneller dan de iPad Air 2, maar is iets dikker (even dik als de iPad Air). Deze iPad werd standaard geleverd met iOS 10, heeft een opslagcapaciteit van 32 of 128 GB en was tot aan 27 maart 2018 verkrijgbaar in de kleuren spacegrijs, goud en zilver.